# Парад на Красной площади 9 мая 2024 года

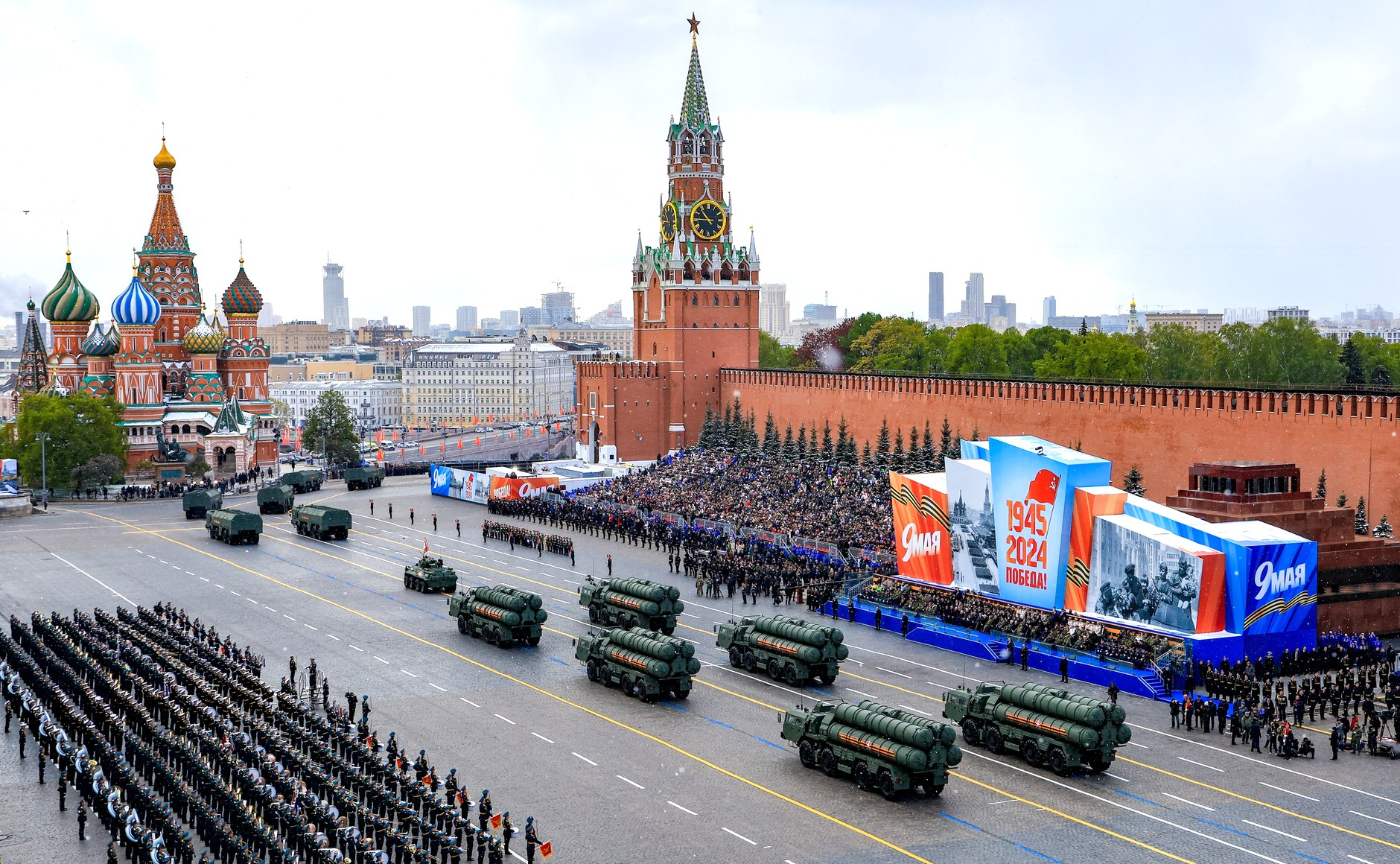
Общий вид парада и расчёта военной техники на Красной площади 9 мая 2024 года

Парад Победы на Красной площади 9 мая 2024 года состоялся в День Победы. Он стал третьим парадом Победы после начала полномасштабного российского вторжения на Украину. Парад Победы 2024 года СМИ назвали очень скромным по численности военной техники за все парады в истории современной России, а также самым холодным за многие годы, впервые в истории прошедшим под снегопадом. Парад принял исполняющий обязанности министра обороны Сергей Шойгу.

## Ход парада

### Речь Владимира Путина

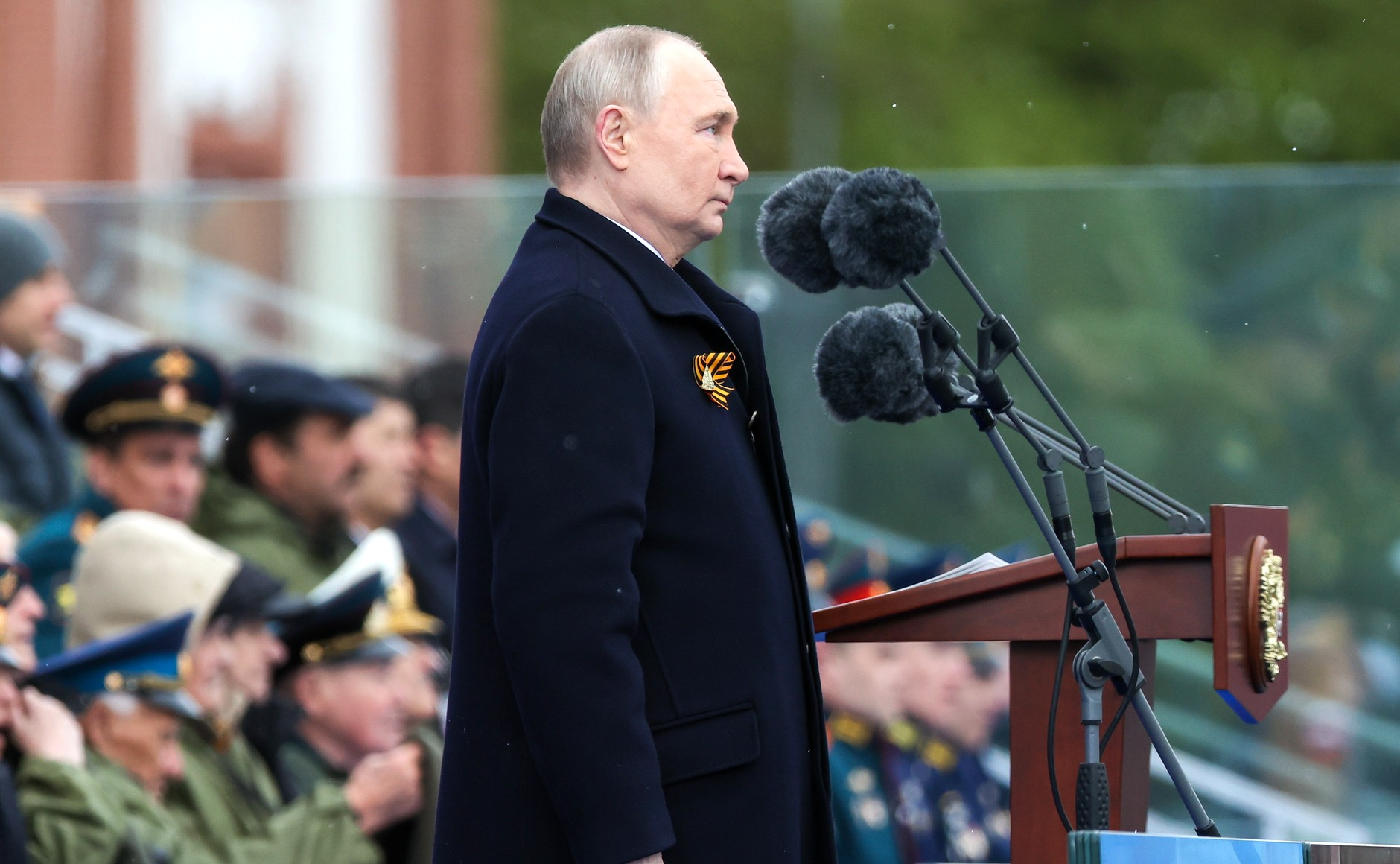
Выступление Владимира Путина

Традиционно перед парадом выступил президент России Владимир Путин. Как и в 2022 и 2023 годах, в своей речи он затронул как Великую Отечественную войну, так и вторжение России на Украину наряду с «противостоянием с Западом». Однако, как отметила «Русская служба Би-би-си», антизападной риторики на этот раз прозвучало меньше. В своей речи Путин назвал День Победы «главным праздником» страны. Он выразил критику в отношении стран Запада, обвинив их в реабилитации нацизма и в фальсификации истории, а также отметил, что «Россия будет делать всё, чтобы не допустить глобального столкновения, но наши стратегические силы всегда в состоянии боевой готовности». Говоря о Второй мировой войне, Путин заявил, что на нацистскую Германию «работала вся Европа», в то время как СССР долго противостоял ей почти в одиночку. Между тем он отметил, что РФ «никогда не принижала» значение Второго фронта и помощи Антигитлеровской коалиции. Также было упомянуто сопротивление Китая Японии. Путин в своём выступлении упомянул и о российском вторжении в Украину, назвав участников войны на Украине «героями», хотя слово «Украина» ни разу не упомянул. Перед минутой молчания Путин коротко упомянул о «варварских терактах неонацистов», а после неё заявил о движении России вперёд с опорой на «вековые традиции», цель которого — «безопасное будущее России». Своё выступление он закончил фразой «За Россию, за победу, ура!».

### Основная часть

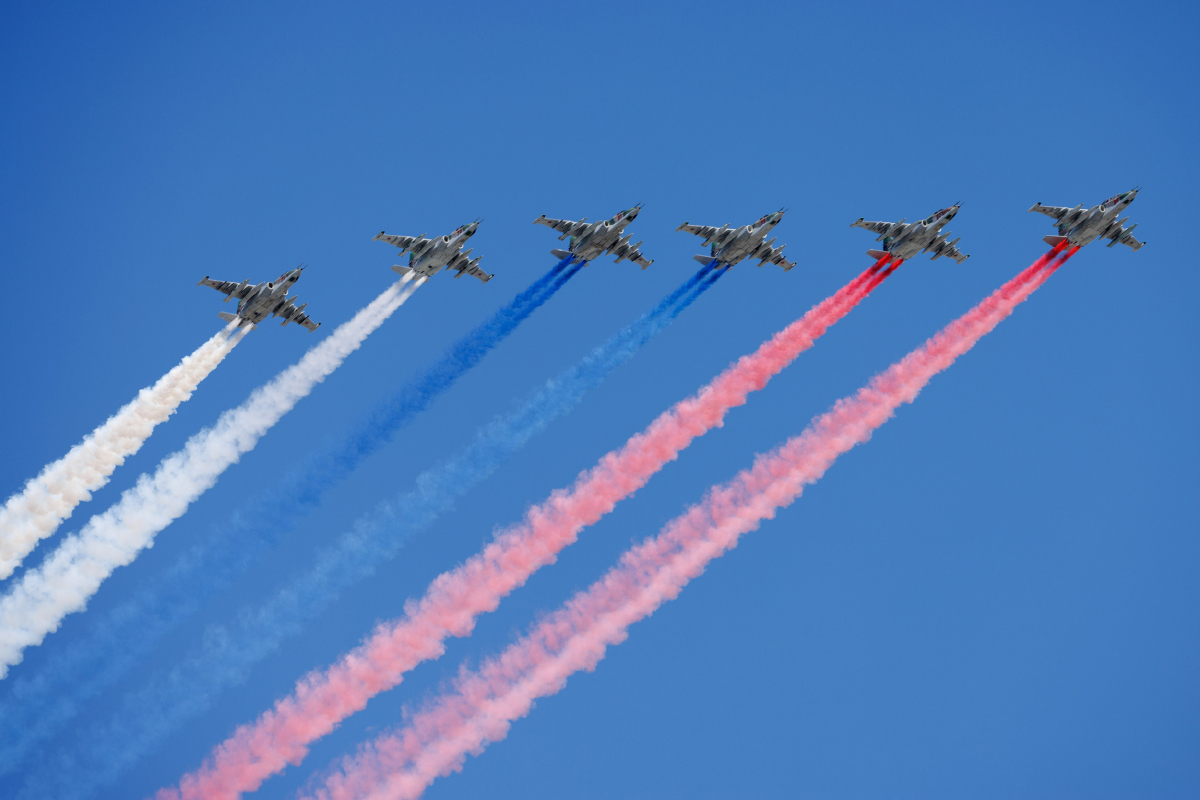
Группа из шести СУ-25БМ окрашивает небо в цвета российского флага

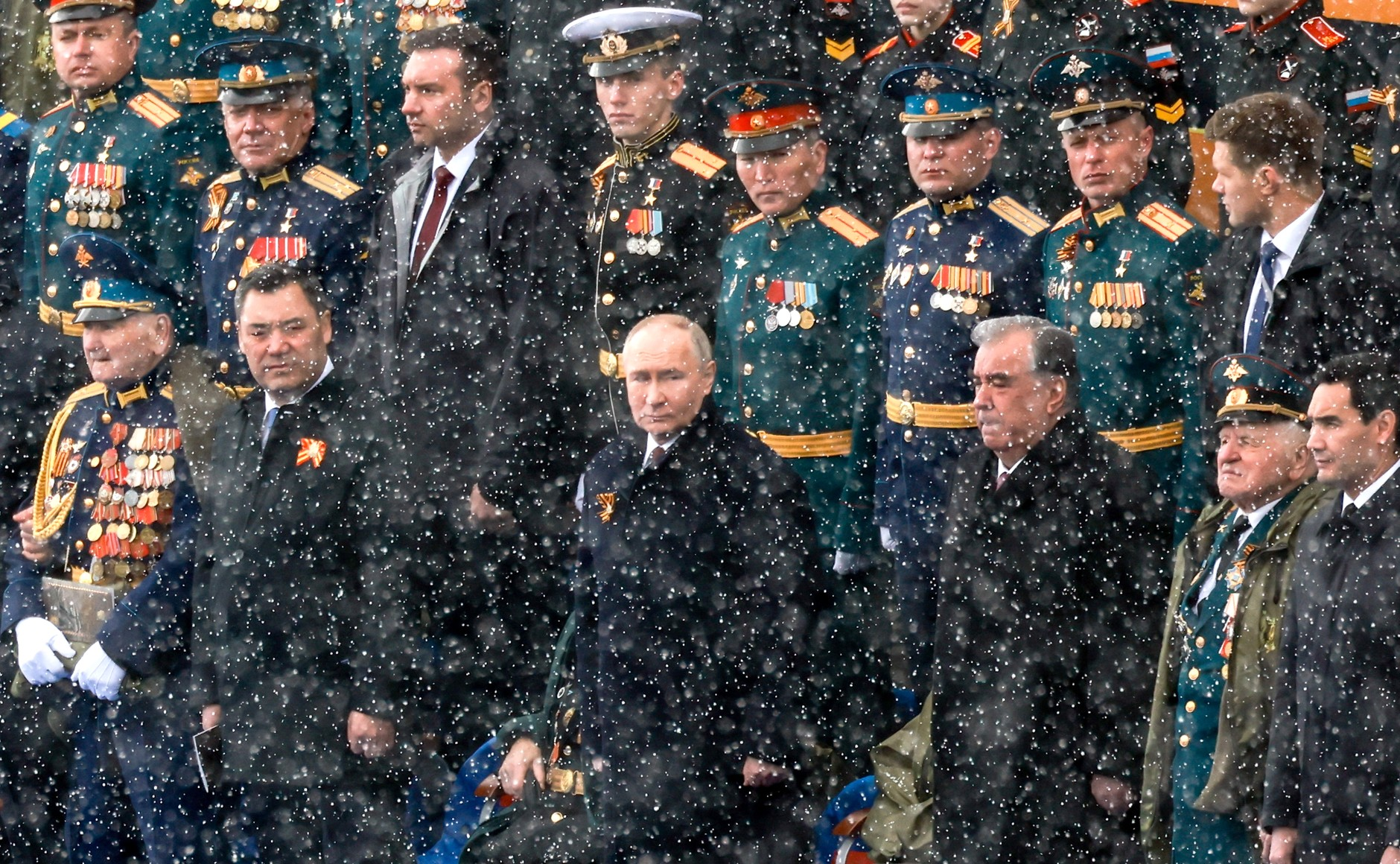
Владимир Путин и приглашённые гости на фоне снегопада

В параде приняли участие 9 тысяч человек и 75 единиц техники, в том числе отдельный парадный расчёт из воевавших на Украине (около 1000 человек), среди которых было семь Героев Российской Федерации. После завершения пешей части парада, прохождение механизированной колонны традиционно открыл танк Т-34. В колонне техники проехали ракетные комплексы «Искандер»  и «Ярс», способные нести тактическое ядерное оружие.
В воздушной части парада приняли участие девять самолётов Су-30 СМ и МиГ-29 пилотажных команд «Русские витязи» и «Стрижи», позже группа из шести СУ-25БМ окрасила небо в цвета российского триколора. После парада главы государств совместно возложили венки к Вечному огню.
Затем Владимир Путин дал приём для  высоких гостей, среди которых были представители Евразийского экономического сообщества: президент Белоруссии Александр Лукашенко, президент Казахстана Касым-Жомарт Токаев, президент Киргизии Садыр Жапаров, президент Таджикистана Эмомали Рахмон, президент Туркменистана Сердар Бердымухамедов, президент Узбекистана Шавкат Мирзиёев, а также главы Кубы Мигель Диас-Канель, Лаоса Тхонглун Сисулит и Гвинеи-Бисау Умару Сисоку Эмбало. На сам парад также были приглашены руководители органов ОДКБ, ЕАЭС, СНГ, ШОС, Союзного государства, главы диппредставительств и военные атташе дружественных государств. Послы и официальные лица недружественных государств на праздничное мероприятие приглашены не были.
По оценкам журналистов, на параде было в три раза меньше техники и в пять раз меньше авиации, чем на параде 2021 года, при этом техники было больше, чем на параде 2023 года. По данным издания «Агентство», рядом с Владимиром Путиным на трибуне находились настоящие ветераны войны: Александра Алёшина, инструктор, подготовившая 26 снайперов и участник Парада Победы 1945 года Евгений Куропатков. Также, по данным «Агентства», за спиной у Владимира Путина посадили участников войны с Украиной, двое из них служили в подразделениях, которые власти Украины обвиняют в военных преступлениях.